# Phaeotabanus longiappendiculatus
Phaeotabanus longiappendiculatus är en tvåvingeart som först beskrevs av Macquart 1855.  Phaeotabanus longiappendiculatus ingår i släktet Phaeotabanus och familjen bromsar. Inga underarter finns listade i Catalogue of Life.